# 迷你垂耳兔
迷你垂耳兔，其分為兩種，而這兩種迷你垂耳兔不管從外表還是體重都相差甚遠。
一種是小型體型（1.2 - 1.6 公斤）的迷你垂耳兔，英文名為Mini_Lop Miniature Lop。而這個稱呼只在英國以及歐洲大陸通用，所以中文全名為英國迷你垂耳兔。
另一種是中型體型（3-4公斤）的迷你垂耳兔，英文名為Mini_Lop Mini Lop。這個稱呼只在美國和除歐洲外地區通用，所以中文全名為美國迷你垂耳兔。
這兩種極為不同的兩個品種，經常被弄混。因為英文中的Miniature可以簡稱為Mini. 而Miniature和Mini,可以同時翻譯成中文的「迷你」。

## 簡介

### 英國迷你垂耳兔
中文全名： 英國迷你垂耳兔
別名：小型迷你垂耳兔，迷你球垂耳兔

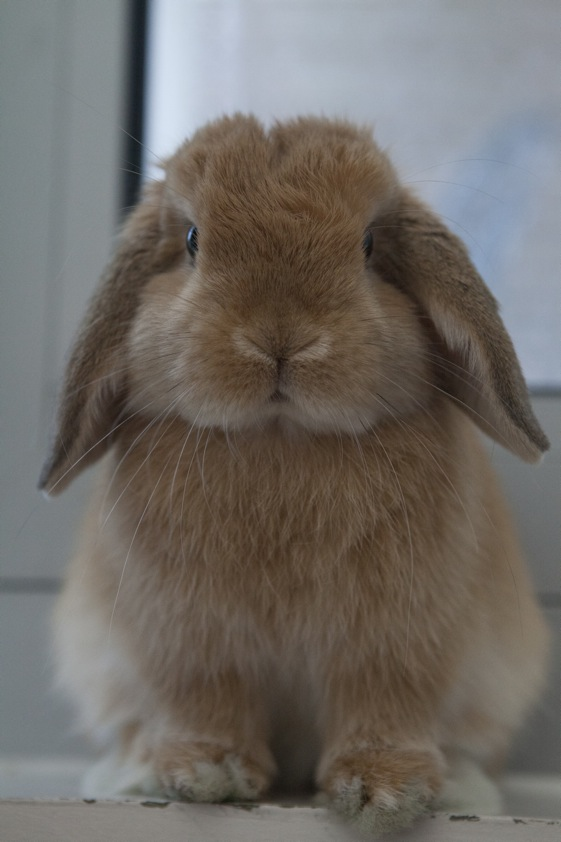
英國迷你垂耳兔 Miniature Lop - 正面

英文名： Miniature_Lop（英）； 簡稱：Mini Lop (英)
顏色品種： 有50多種色，純色、雜色
體重：1.2～1.6kg
體型： 小型
繁殖方式： 胎生
原產地：荷蘭（1970年繁殖）以及英國（1980年引進發展）
繁殖方式： 胎生
英國迷你垂耳兔Miniature Lop, 是一種只有在英國和西歐國家才有的一種“袖珍型” 垂耳兔品種。

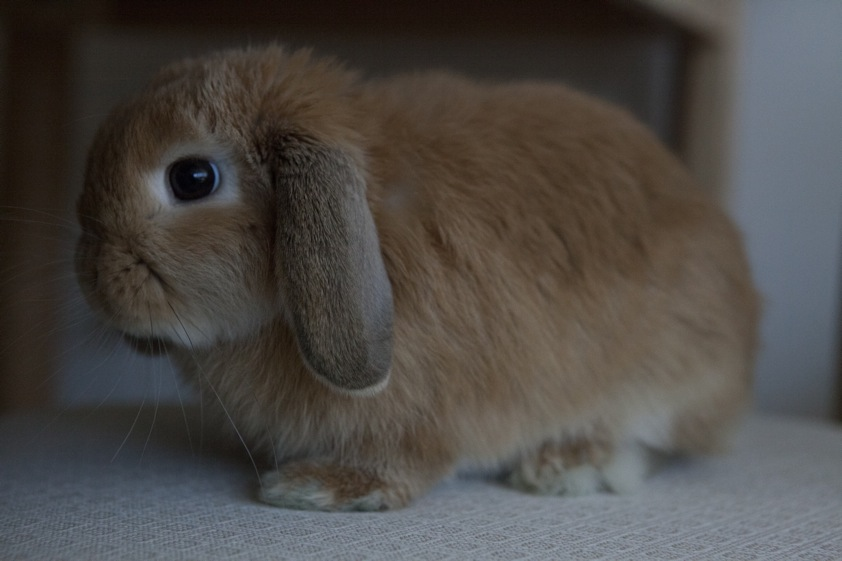
英國迷你垂耳兔 Miniature Lop - 側面

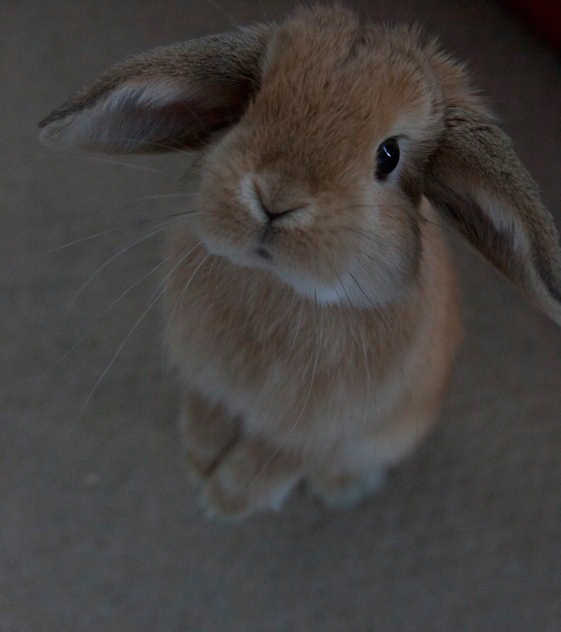
英國迷你垂耳兔 Miniature Lop - 站立

英國迷你垂耳兔（Miniature Lop) 經常與美國的美國迷你垂耳兔/賓尼垂耳兔(Mini Lop) 品種弄混， 因為英文中的Miniature 可以簡讀為Mini，導致大部分人都以為他們是同類品種。

英國迷你垂耳兔的大小大概和荷蘭垂耳兔差不多，因為這個品種其實就是荷蘭垂耳兔的後裔，但是因為幾十年的選擇性繁殖，才有了今天的更小號的英國迷你垂耳兔的品種。所以嚴格的說，英國迷你垂耳兔比荷蘭垂耳兔甚至還要小。

英國兔子協會，描述的英國迷你垂耳兔，最重體重不能超過1.6公斤，最輕1.2公斤。

那美國迷你垂耳兔/賓尼垂耳兔（Mini Lop), 在英國卻不叫美國迷你垂耳兔/賓尼垂耳兔（Mini Lop）， 而叫侏儒垂耳兔（Dwarf Lop). 所以，英國沒有真的所謂的"Mini Lop" 的緣故，因此在英國大家都把英國迷你垂耳兔Miniature Lop簡稱為Mini Lop （“迷你垂耳兔”）

### 美國迷你垂耳兔
中文全名：美國迷你垂耳兔
簡稱： 迷你垂耳兔
別名： 賓尼垂耳兔， 賓尼兔， 小型垂耳兔， 侏儒垂耳兔
英文： Mini Lop （美）， Dwarf Lop (英)　　
原產地：歐美 　　
體重： 2.0 ~ 3.5公斤
體型：中型 　　
美國迷你垂耳兔，又俗稱為賓尼垂耳兔，小型垂耳兔或者侏儒垂耳兔。
他們是由法國垂耳兔（French Lops） 和金吉拉兔（Chinchilla Rabbit） 交配發展而成的，雖然是叫美國迷你垂耳兔（Mini Lop），但體型卻比荷蘭垂耳兔（ Holland Lop） 和美洲費斯垂耳兔（American Fuzzy Lop） 還要大。
美國迷你垂耳兔（Mini Lop）是美國第三小的垂耳兔品種，屬於中型兔種。荷蘭垂耳兔（Holland Lop)是美國最小的垂耳兔品種。美國迷你垂耳兔（Mini Lop）相當於英國的侏儒垂耳兔(Dwarf Lop)，因此在英國並沒有官方標準的Mini Lop品種。在英國有一種比荷蘭垂耳兔品種還要小型的垂耳兔品種，名為英國迷你垂耳兔（Miniature Lop)。迷你垂耳兔(Miniature Lop)時常在英國簡稱為Mini Lop。但此，迷你垂耳兔Miniature Lop （小型）非美國的賓尼垂耳兔Mini Lop （中型）

## 歷史由來

### 英國迷你垂耳兔
英國迷你垂耳兔（Miniature Lop)是一種比較新的兔品種。他們是在1970年在荷蘭，開始由體型較小的荷蘭垂耳兔（holland lop) 交配發展培育的。
英國迷你垂耳兔的由來絕對歸功於一位荷蘭籍的兔子繁殖者， Adriann de Cock. 1949年- 1950年，他開始讓體積巨大的法國垂耳兔（French Lop) 和小型的荷蘭侏儒兔( Netherland Dwarf) 成功交配，並繁殖出6隻幼兔。但令人失望的是，這6隻幼兔，並沒有攜帶垂耳兔的特質。 1952年，他在這6隻幼兔（法國垂和荷蘭侏儒混血）中，選出了其中1隻母兔和一隻小鹿色的英國垂耳兔（English Lop)進行交配，並且繁殖出5只幼兔（法國垂，荷蘭侏儒和英國垂混血）。在這5隻幼兔裡，一隻是垂耳，兩隻是豎耳，另外兩隻是半垂耳。在同一年，他選出5隻幼兔（法國垂，荷蘭侏儒和英國垂混血）裡的其中一隻垂耳，與第一批中的1只（法國垂和荷蘭侏儒混血）進行再一次交配。然後反復交配繁殖，用去9年的時間，他成功的繁殖出了歷史上第一批體積相對比較小的荷蘭垂耳兔。 1964年荷蘭垂耳兔第一次“面世”全球，並且同一時間被荷蘭兔子協會（N額頭和人懶得說Governing Rabbit Council)認證，當時的荷蘭垂耳兔平均體重為2-2.5公斤。
1970年，以Adriann de Cock為首的，十二人組成的荷蘭垂耳兔繁殖協會在荷蘭成立。荷蘭垂耳兔繁殖協會當時的頭等目標，就是繁殖出比荷蘭垂耳兔更加小型的垂耳兔（1.5公斤以下的垂耳兔）。他們花了十幾年的時間，利用選擇性培養方式，把兔群中最小的荷蘭垂耳兔進行反復交配，最終成功的培養出來了1.5公斤以下的”小型荷蘭垂耳兔“。
1969年- 1970年， ”小型荷蘭垂耳兔“ 被George Scott 引進英國。在短短的1年裡，George Scott 繁殖出了目前世界上最小的垂耳兔品種，並命名這種新兔種為：英國迷你垂耳兔Miniature Lop。當時George Scott 繁殖出的第一批英國迷你垂耳兔Miniature Lop，平均體重僅僅為1.36公斤。
1994年8月1日，英國迷你垂耳兔（Miniature Lop），最終被英國兔子協會承認。英國兔子協會規定，純種英國迷你垂耳兔Miniature Lop的最大體重不得超過1.6公斤。現在英國迷你垂耳兔已經是英國社會最受歡迎的兔品種之一。
英國迷你垂耳兔（Miniature Lop），暫時並沒有被美國兔繁殖者協會American Rabbit Breeders Association所承認。 ARBA認為，迷你垂耳兔只是體型重量較小的荷蘭垂耳兔。 （這個理由有待爭論，相同例子：獅子兔並沒有被ARBA所承認）。
英國迷你垂耳兔Miniature Lop, 時常在英國被稱為Mini Lop。在這裡值得提醒的是，英國的Mini Lop和美國的Mini Lop完全不是一個品種。美國迷你垂耳兔/賓尼垂耳兔（Mini Lop）在英國被稱為侏儒垂耳兔（Dwarf Lop）。

### 美國迷你垂耳兔
不同于荷兰垂耳兔(holland lop) 或者英国迷你垂耳兔（miniature lop)， 美国迷你垂耳兔 （Mini lop) 是一种古老的兔品种，早在几百年前就存在。
美国迷你垂耳兔的由来，归功于中欧的一群僧侶。德国以及法国历史博物馆记载，早在1194年野生“美国迷你垂耳兔”就被这群中欧僧侶，驯养以及选择性繁殖。这些早期的“美国迷你垂耳兔”被德国人命名为“巴塔哥尼亚" 或者 ”安达卢西亚“ 垂耳兔。 当时，早期的“美国迷你垂耳兔”是肉兔的一种。
1869年，在达尔文第二部著作 《动物和植物在家养下的变异》书中，以不可争辩的事实和严谨的科学论断，进一步阐述他的对于”大型垂耳兔“的进化论观点。
1840年，兔子展开始风靡整个欧洲国家， 但饲养者也开始烦恼饲养空间问题。 1954年 德国饲养者Erhard Diener 开始试验繁殖，比较稍微小型的“美国迷你垂耳兔”。1957年，小型的“美国迷你垂耳兔”第一次的登上了，德国兔仔繁殖者协会中心 （Central Association of German Rabbit Breeder's) 认证会。但是，直到1964年，”美国迷你垂耳兔“才被第一次正式认证。当时，”美国迷你垂耳兔“是全世界，最小的垂耳兔品种, 这也是 “美国迷你垂耳兔” 迷你的名字由来。 英国垂耳兔（English Lop) 是全世界最大的垂耳兔品种。其他大型垂耳兔品种有，法国垂耳兔（French Lop), 德国垂耳兔 （German Lop)。
1964年，美国人 Herschbach先生， 在德国兔仔繁殖者协会中心 兔子展中，购买了三只“美国迷你垂耳兔”带回美国。通过10年的选择性繁殖，Herschbach先生，第一次把”美国迷你垂耳兔“ 带上了，美国兔仔繁殖者协会认证舞台。 但直到1980年， 美国迷你垂耳兔才被第一次在美国被证实，并且，命名为“Mini Lop"。美国迷你垂耳兔 （Mini Lop) 作为当时最小的垂耳兔品种，风靡了整个美国。在一年之内 美国迷你垂耳兔就被500多人从美国兔仔繁殖者协会认领购买。 1981年，美国迷你垂耳兔协会正式成立。
当美国迷你垂耳兔协会正式成立的同一时间里， 更小型的垂耳兔品种 - 荷兰垂耳兔 （holland lop) 以及 几年后繁殖的更小型英国迷你垂耳兔（miniature lop)，也随后繁殖认证。导致，美国迷你垂耳兔（mini lop），不再是最小，最迷你的垂耳兔品。 
1980年后期，美国迷你垂耳兔（mini lop)被引进回欧洲。但当时，英国迷你垂耳兔（miniature lop) 以在英国，被英国兔子协会认证为最小型体型垂耳兔。所以，美国迷你垂耳兔 （mini lop), 在欧洲被改名为 侏儒垂耳兔 （Dwarf Lop).

#### 英國VS美國
英國迷你垂耳兔（Miniature Lop）= '小型'荷蘭垂耳兔（'smaller size' Holland Lop）
侏儒垂耳兔（Dwarf Lop) = 美國迷你垂耳兔/賓尼垂耳兔（Mini Lop)

## 重量

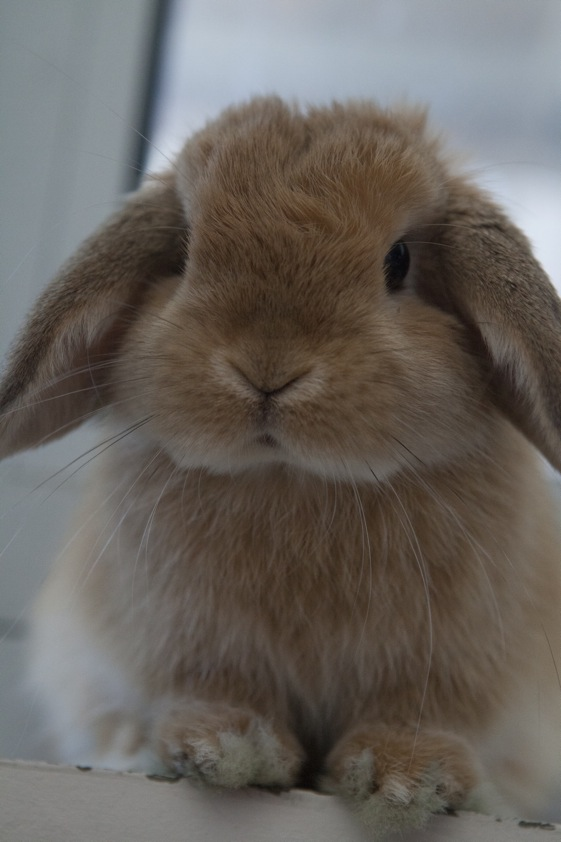
英國迷你垂耳兔 Miniature Lop

英國迷你垂耳兔
|                 | 理想重量  | 最大重量       |
| --------------- | --------- | -------------- |
| 成兔 (公斤/kg)  | 1.2 - 1.5 | 1.6            |
| 成兔 (磅/lb/oz) | 2.7 - 3.4 | 3.8            |
| 5個月以下幼兔   |           | 1.36 kg (3 lb) |

母兔的體型比公兔略大.
美國迷你垂耳兔
|                 | 理想重量  | 最大重量        |
| --------------- | --------- | --------------- |
| 成兔 (公斤/kg)  | 2.0 - 3.0 | 4.0             |
| 成兔 (磅/lb/oz) | 4.5 - 6.5 | 8.8             |
| 5個月以下幼兔   |           | 1.8 kg (3.5 lb) |

公兔的體型比母兔略大.

## 外貌特徵
英國迷你垂耳兔
認證協會英國兔子協會（British Rabbit Council，BRC）描述的英國迷你垂耳兔和荷蘭垂耳兔相似，但英國迷你垂耳兔的體格總體較小。
· 耳朵下垂, 耳朵長度不超過12cm.
· 體長為20cm左右
· 英國迷你垂耳兔的頭和身體的比例是1:2，脖子一般程度上是看不到的。
· 英國迷你垂耳兔的頭很圓像個球。
· 從側面看，頭頂到鼻子的曲線是稍微往外凸出的，年齡越大的兔子，這個凸出的曲線幅度愈大。
· 而從側面看，鼻子到嘴巴的部分比較長（ ~1-2厘米長）並且是完全垂直的，扁平的（甚至凹陷的）。
· 英國迷你垂耳兔兩眼之間的距離大概佔頭部五分之三。雙眼非常的大而明亮。
· 大部分的英國迷你垂耳兔從正面看都有兩個飽滿的包子型臉蛋。
· 英國迷你垂耳兔的全身的毛髮大約為2cm長，毛質有點粗，但卻非常的茂密。
· 英國迷你垂耳兔的標準體重應該在1.2 – 1.5公斤。參賽型標準荷蘭垂耳兔體重不應超過1.6公斤。
· 顏色： 黑色，棕色，灰藍色，蝴蝶紋，白色， 豚鼠色，鹿毛色等。 （ Agouti, Black, Blue, Brown, Butterfly, Chinchilla, Fawn, Fox, Opal, Orange, Sable Marten, Sealpoint, Siamese Sable, Siamese Smoke, Sooty Fawn, Steel, White）
美國迷你垂耳兔
認證協會 美國兔仔繁殖者協會(American Rabbit Breeders Association，ARBA）描述的美國迷你垂耳兔如下：
· 耳朵下垂。
· 體長為40cm左右
· 美國迷你垂耳兔的頭和身體的比例是1:3，脖子一般程度上是看不到的。
· 從側面看，額頭稍往外凸出，一般形成75°斜坡型。鼻頭以及嘴巴凸出面部。
· 美國迷你垂耳兔的全身的毛髮大約為2 - 3 cm長，毛質有點粗，但卻非常的茂密。
· 美國迷你垂耳兔的標準體重應該在2.0 – 3.0公斤。參賽型標準荷蘭垂耳兔體重不應超過2.381公斤。
· 顏色： 黑色，棕色，灰藍色，蝴蝶紋，白色， 豚鼠色，鹿毛色等。 （ Agouti, Black, Blue, Brown, Butterfly, Chinchilla, Fawn, Fox, Opal, Orange, Sable Marten, Sealpoint, Siamese Sable, Siamese Smoke, Sooty Fawn, Steel, White）